# Doridina
Sous-ordre
Les Doridina sont l'un des deux sous-ordres des mollusques nudibranches, l'autre étant celui des Cladobranchia.

## Classification
Selon World Register of Marine Species (14 février 2020), prenant pour base la taxinomie de Bouchet & Rocroi (2005) :
- infra-ordre Bathydoridoidei
  - super-famille Bathydoridoidea Bergh, 1891
    - famille Bathydorididae Bergh, 1891
- infra-ordre Doridoidei
  - super-famille Chromodoridoidea Bergh, 1891
    - famille Actinocyclidae O'Donoghue, 1929
    - famille Cadlinidae Bergh, 1891
    - famille Chromodorididae Bergh, 1891
    - famille Hexabranchidae Bergh, 1891

  - super-famille Doridoidea Rafinesque, 1815
    - famille Discodorididae Bergh, 1891
    - famille Dorididae Rafinesque, 1815

  - super-famille Onchidoridoidea Gray, 1827
    - famille Aegiridae P. Fischer, 1883
    - famille Akiodorididae Millen & Martynov, 2005
    - famille Calycidorididae Roginskaya, 1972
    - famille Corambidae Bergh, 1871
    - famille Goniodorididae H. Adams & A. Adams, 1854
    - famille Onchidorididae Gray, 1827

  - super-famille Phyllidioidea Rafinesque, 1814
    - famille Dendrodorididae O'Donoghue, 1924 (1864)
    - famille Mandeliidae Valdés & Gosliner, 1999
    - famille Phyllidiidae Rafinesque, 1814

  - super-famille Polyceroidea Alder & Hancock, 1845
    - famille Polyceridae Alder & Hancock, 1845

## Galerie

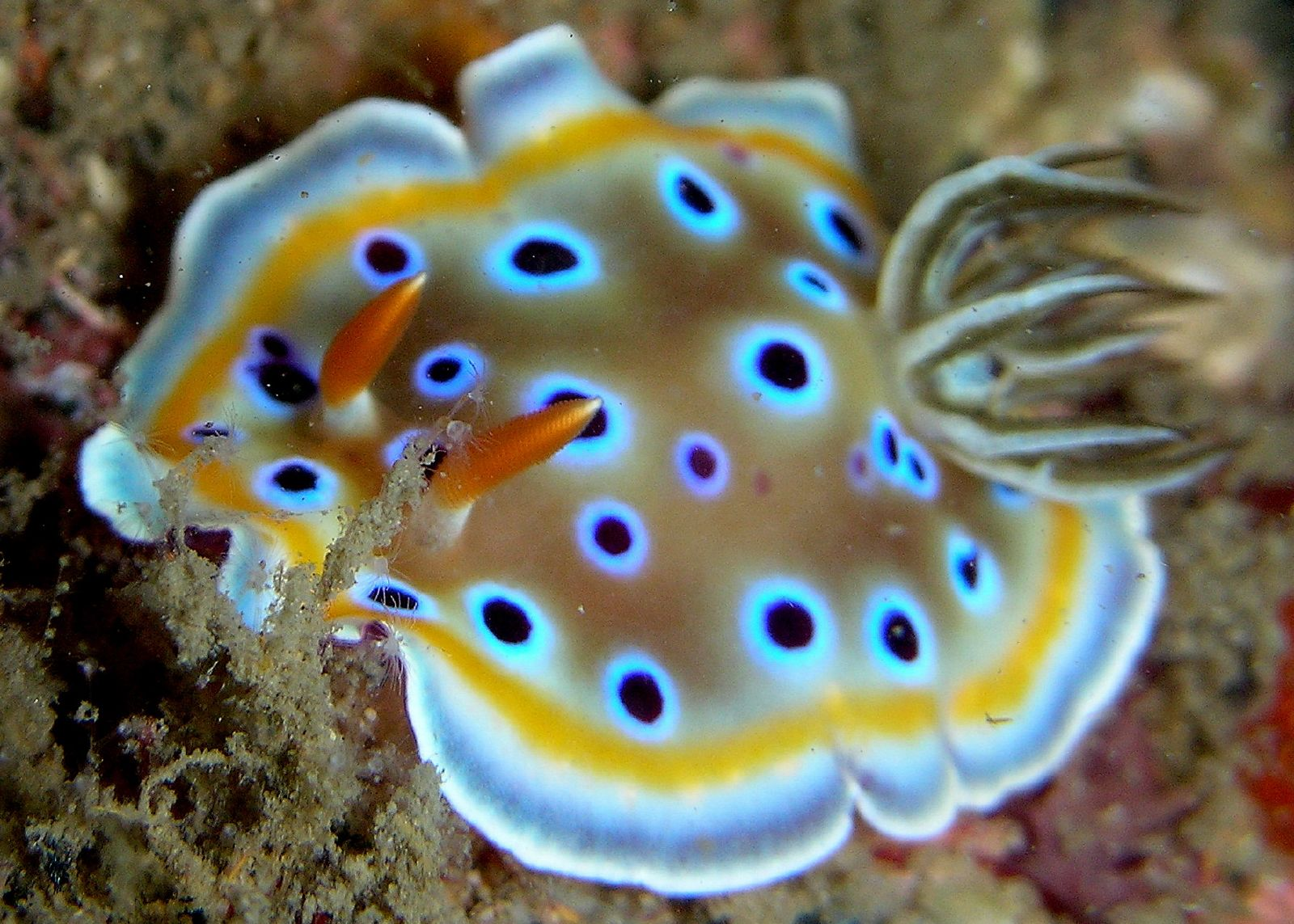
Goniobranchus geminus, un Chromodoridoidea.
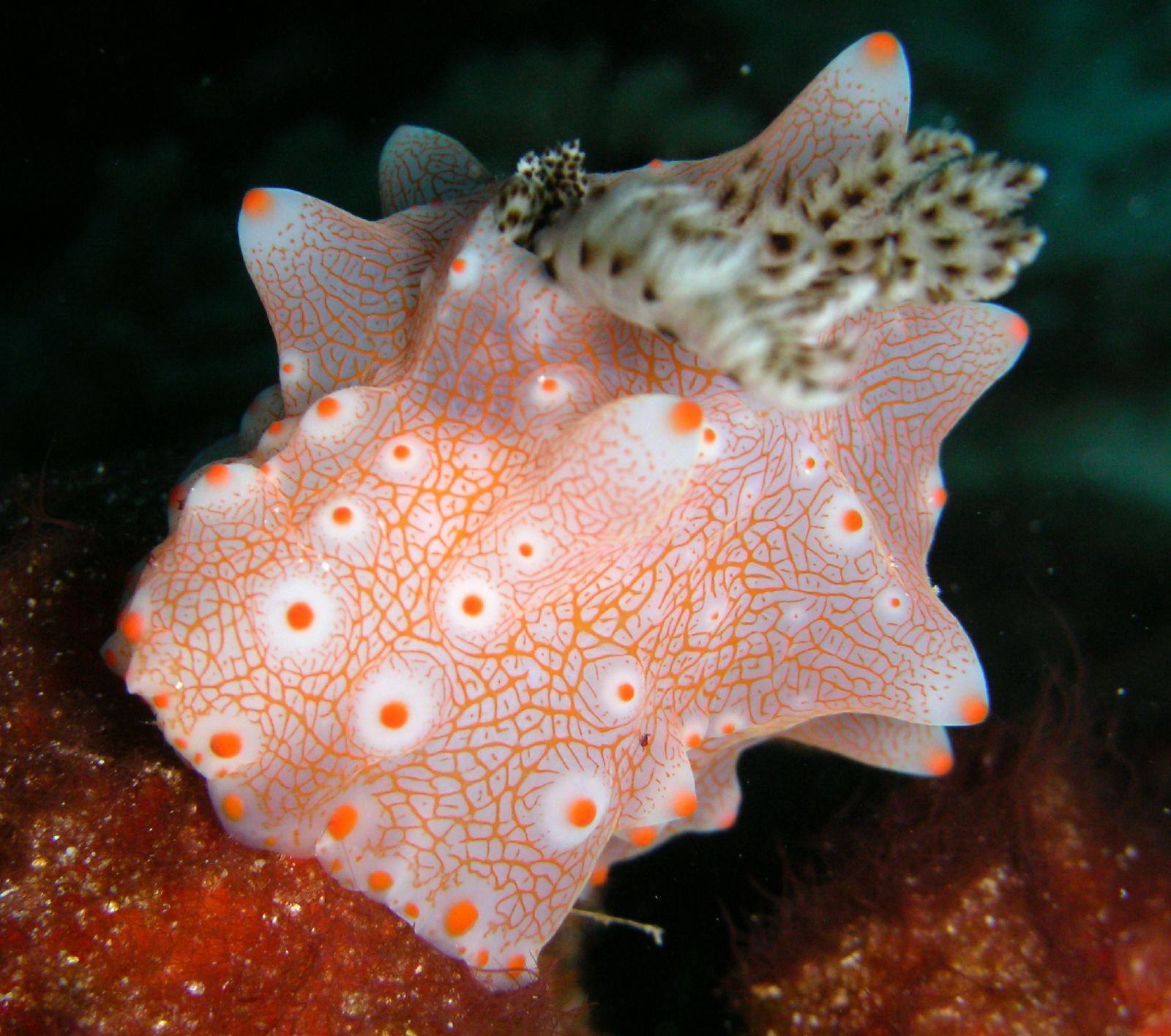
Halgerda batangas, un Doridoidea.
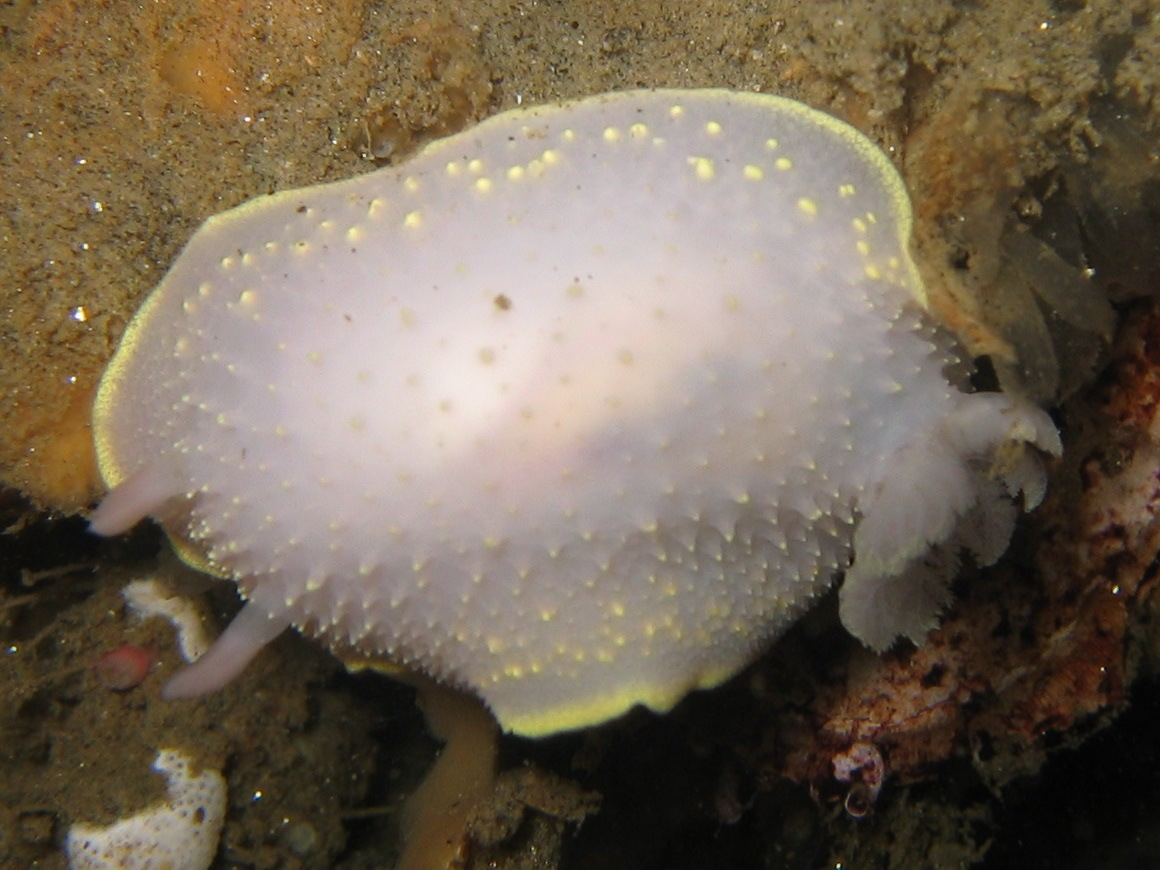
Acanthodoris hudsoni, un Onchidoridoidea.
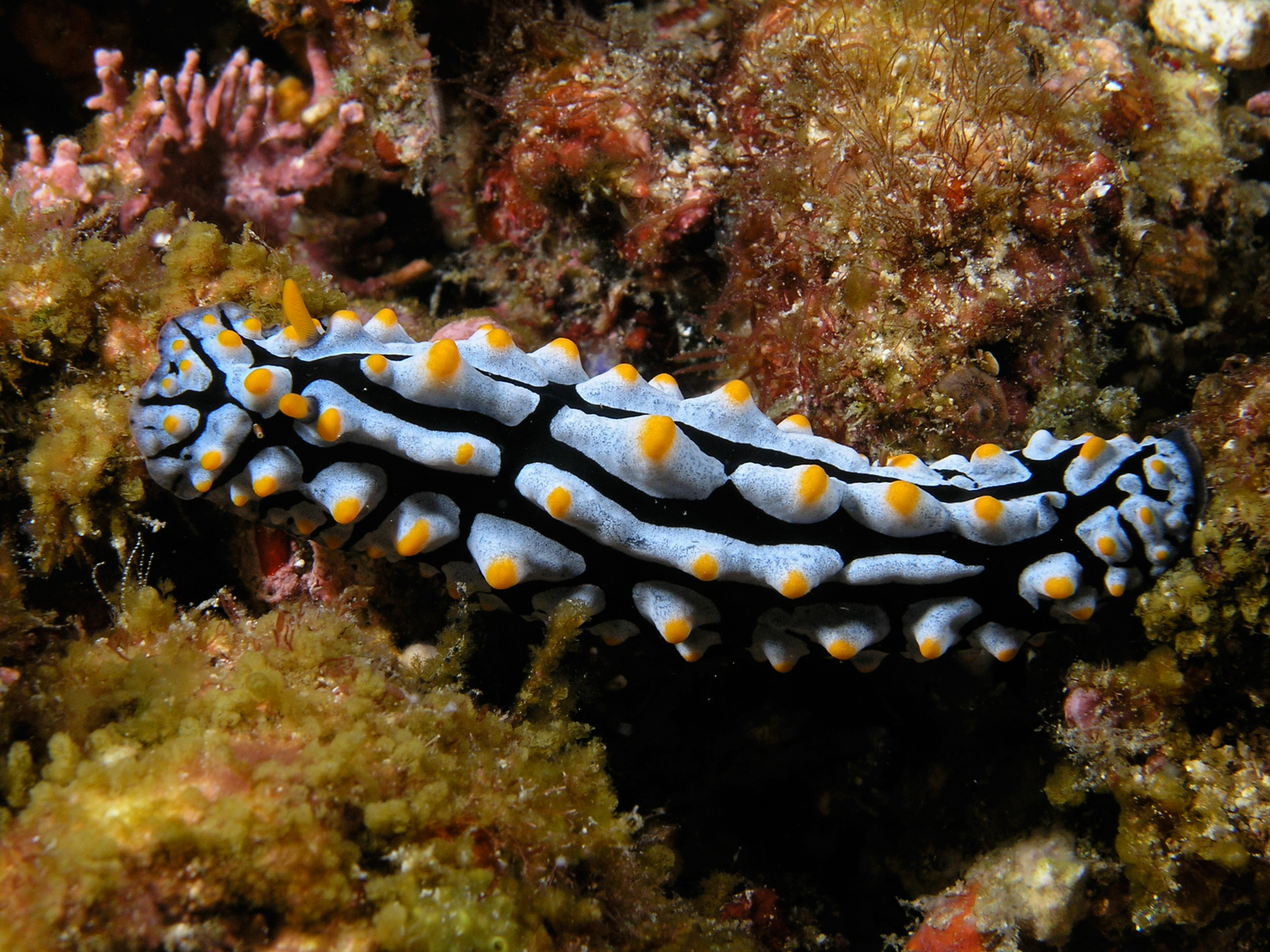
Phyllidia varicosa, un Phyllidioidea.
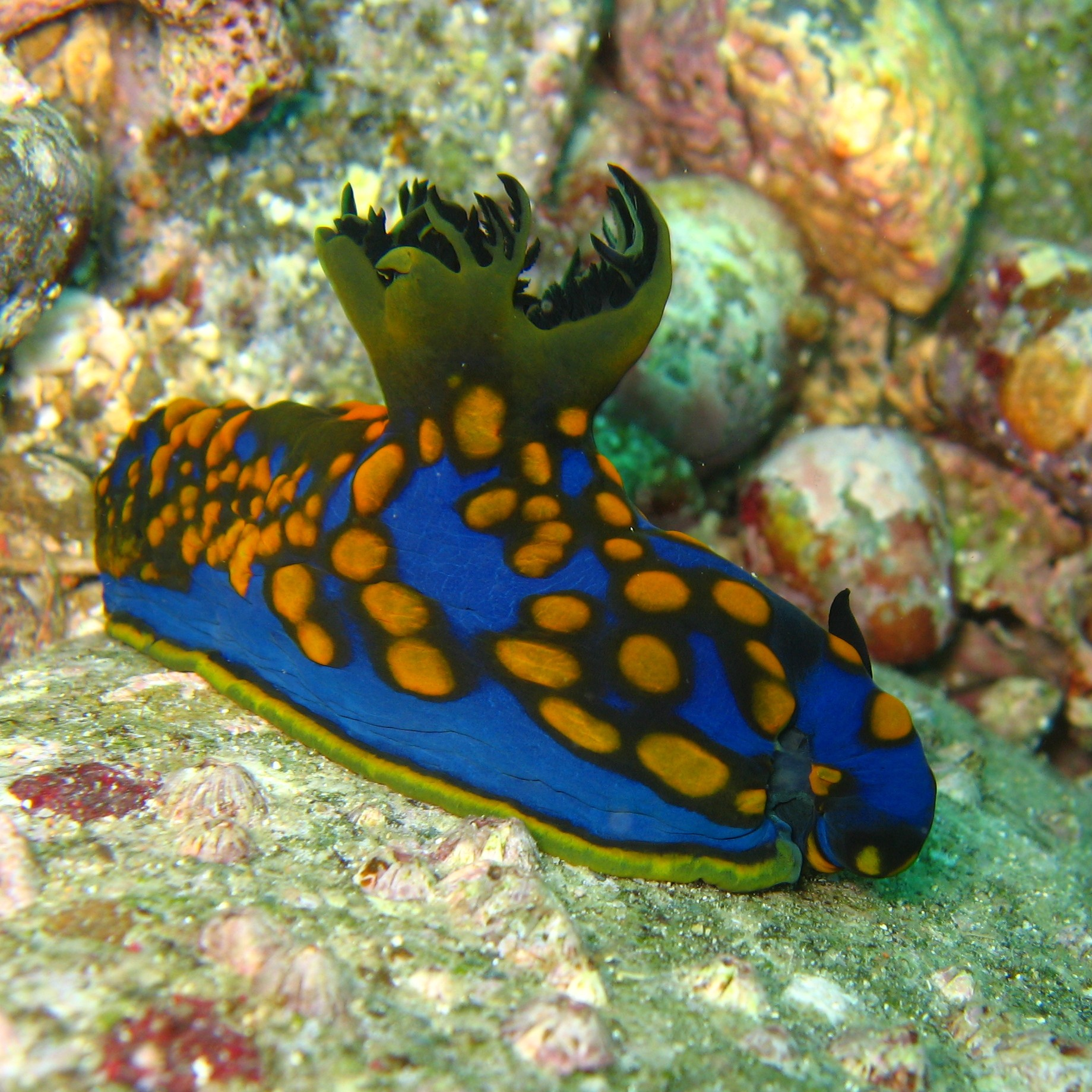
Tambja sagamiana, un Polyceroidea.